# 鞍

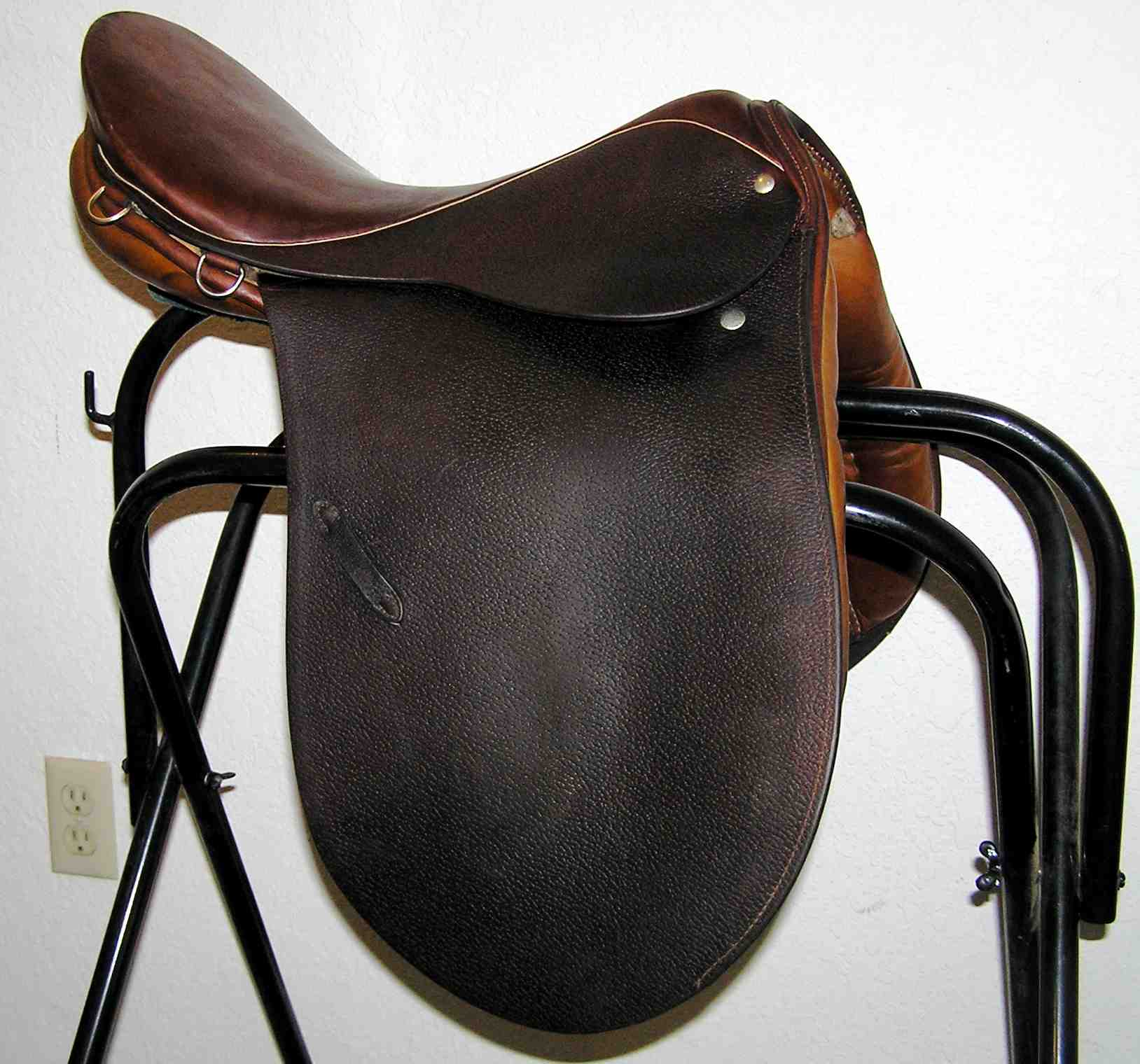
马鞍

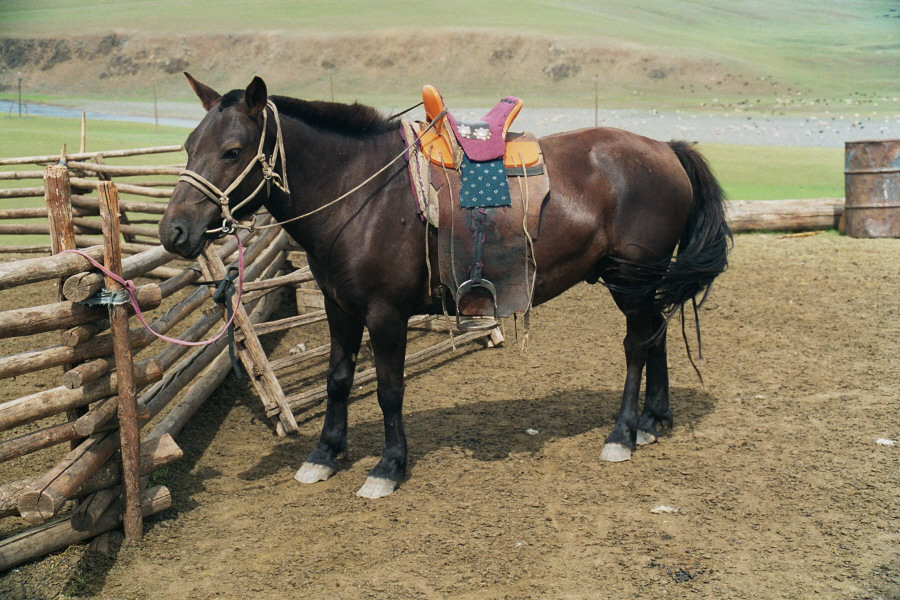
全套馬具:籠頭、韁繩、馬鞍和馬蹬

鞍，是人類騎馬匹、駱駝及驢的用具，是馬具的其中之一，其目的是為了方便騎馬人的舒適，所以形狀尤其特別如一張圓形紙向兩邊彎曲所形成的，剛好置入馬的背上，兩腿分插。
早期的马鞍是没有脚蹬的，直到汉朝以后才有的脚蹬。所以早期的骑兵以弓骑为主。
馬鞍最早在西方被發明是大約公元前800年，由於其形式並非特定而且無考古可定，所以詳細的發明家和過程並不為人所知。